# Slanke sleutelbloem
De slanke sleutelbloem (Primula elatior) is een overblijvend kruid uit de sleutelbloemfamilie (Primulaceae). De soort kreeg de wetenschappelijke naam in 1765 van John Hill. Hill waardeerde daarbij, overigens zonder referentie, de variëteit Primula veris var. elatior van Linnaeus op tot soort. In Nederland is de plant vanaf 1 januari 2017 niet meer wettelijk beschermd.

## Kenmerken
De plant wordt 15–30 cm hoog, de gekartelde en gerimpelde bladeren zijn eirond tot langwerpig. Het blad is in de gevleugelde steel plots versmald. De stengels zijn duidelijk behaard. De bladeren zijn aan de onderkant grijsgroen.
De bleekgele, zachtgeurende bloemen zijn 1,5–2 cm breed. De kelk is vrij nauw, met vijf lancetvormige, toegespitste tanden, en, anders dan bij de gulden sleutelbloem, niet opgeblazen. De kroonbladeren zijn aan de voet vergroeid tot een buis. De zoom (het buitenste deel van de kroon) is bijna vlak (die van de gulden sleutelbloem is klokvormig verdiept). De bloeiperiode valt in de periode maart tot mei. De bloemen zijn in een langgesteeld scherm gegroepeerd, in groepjes van een tot twintig. Meestal hangen ze naar één zijde.
De bruinzwarte vrucht is langer dan de kelk. Het is een doosvrucht met deksel, omhuld door een blijvende kelkbuis. De vrucht bestaat uit een enkel hok met talrijke zaden.
De bestuiving geschiedt door hommels, en de wrattige zaden worden door de wind verspreid.

## Verspreiding en habitat
De plant komt voor van Zuid-Engeland tot Zuid-Rusland, en van Zweden tot de Kaukasus. In Nederland is de soort vrij zeldzaam in Zuid-Limburg, in het oosten van het land en in Noord-Brabant, zeer zeldzaam in Gelderland en in het oostelijk rivierengebied. Hij wordt ook als tuinplant aangeplant. De soort groeit als stinsenplant op onder meer de landgoederen in de binnenduinrand van Zuid-Kennemerland en langs de Utrechtse Vecht.
Slanke sleutelbloem staat op licht beschaduwde of soms zonnige, vochtige tot vrij natte, matig voedselrijke, weinig of niet bemeste, stikstofrijke en zwak basische, vaak kalkhoudende bodems die uit slibrijk zand, leem, löss en mergel kunnen bestaan. Ze groeit in loof- en naaldbossen, in hakhout en bronbossen, op zandige, afkalvende oevers van bosbeken en langs sloten, in bergweiden en beekdalhooiland. Nederland valt geheel binnen het Europese deel van het areaal.

## Mythologie
In de Noordse mythologie is de sleutelbloem populair bij feeën en elfen.
Bij christenen deed een ander verhaal de ronde. Petrus had als bewaker van de hemelpoort een sleutelbos met gouden sleutels die hij eens, tijdens zijn slaap, op de aarde liet vallen. Op de plaats waar de bos op aarde terechtkwam groeide later een plant met een tros gele bloemen die op een sleutelbos lijkt. De plant werd daarom ook wel Sint-Petruskruid genoemd.

## Medicijn
De plant werd gebruikt als middel tegen onder meer epilepsie, hoest en reumatiek. De wortelstok bevat saponine en vindt toepassing in de fytotherapie. Vroeger werd het plantensap gebruikt tegen zomersproeten en medisch aangewend bij het helen van verse wonden door het sap met boter te vermengen, een afkooksel zou duizeligheid doen verdrijven. De jonge bladeren zouden heilzaam zijn voor het vee.

## Voedingsmiddel
De jonge bladeren werden vroeger als salade en in soep gebruikt.